# Chaînon Toquima
Le chaînon Toquima, en anglais Toquima Range, est une chaîne de montagne située au Nevada (États-Unis). Son point culminant est le mont Jefferson (3 642 m).

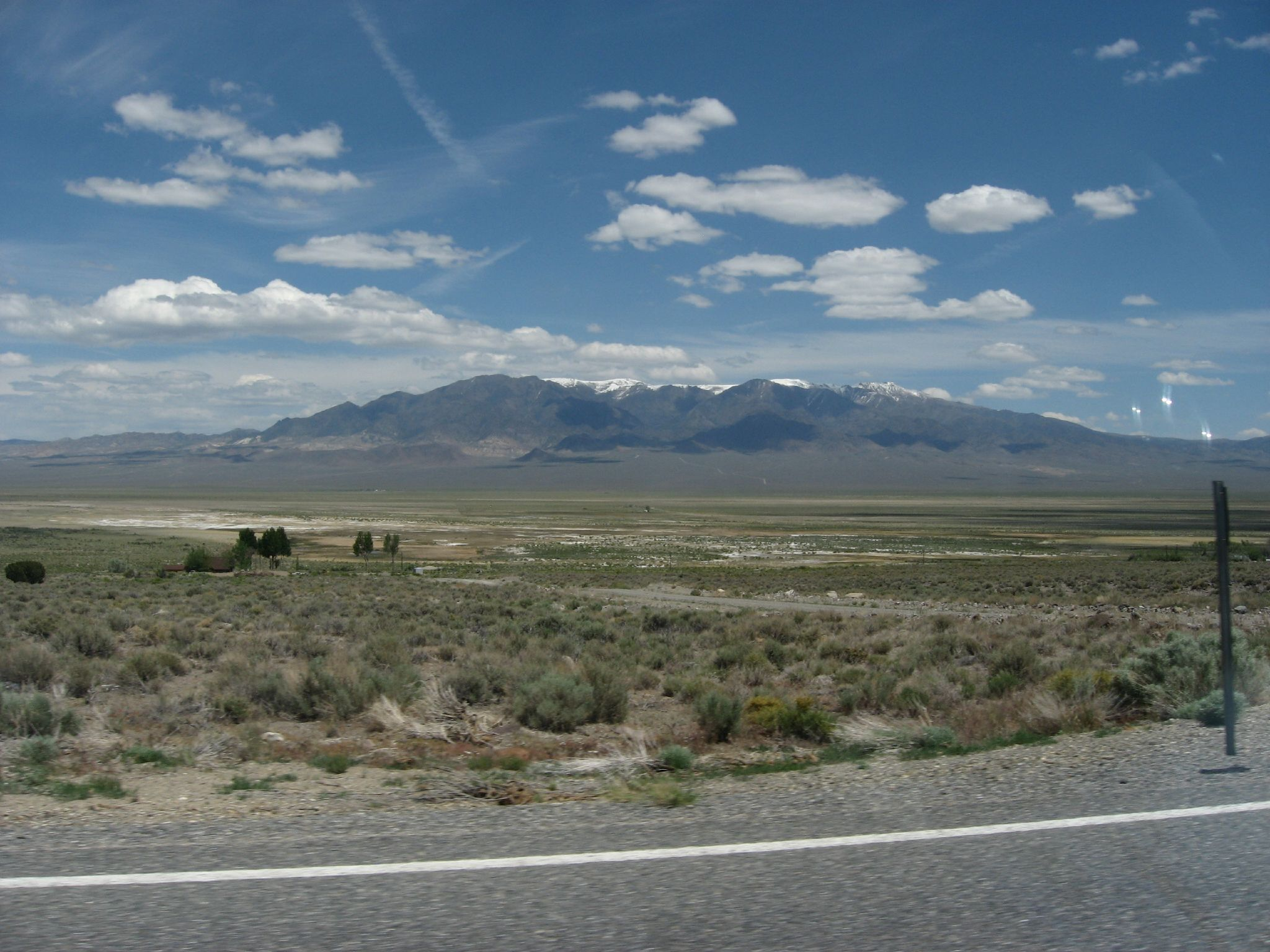
Vue du chaînon Toquima.